# 6 tháng 9
Ngày 6 tháng 9 là ngày thứ 249 (250 trong năm nhuận) trong lịch Gregory. Còn 116 ngày trong năm.

## Sự kiện
- 394 – Hoàng đế La Mã Theodosius I đánh bại và giết người tiếm vị Eugenius trong trận sông Frigidus.
- 1930 – Tổng thống Argentina Hipólito Yrigoyen bị phế truất trong một cuộc đảo chính quân sự do tướng José Félix Uriburu tiến hành.
- 1968 – Swaziland trở thành một quốc gia độc lập từ Anh Quốc.
- 1976 – Phi công Viktor Belenko của Liên Xô đáp một chiếc MiG–25 xuống Hakodate thuộc Nhật Bản và yêu cầu được tị nạn, giúp phương Tây có thể nghiên cứu ưu nhược điểm của loại máy bay này.
- 1991 – Sau khi được đổi tên thành "Leningrad" từ năm 1924, thành phố lớn thứ hai của Nga phục hồi tên gọi Sankt-Peterburg.

## Sinh
- 1766 – John Dalton, nhà hóa học, nhà vật lý người Anh (m. 1844)
- 1797 – Nguyễn Phúc Bính, tước phong Định Viễn Quận vương, hoàng tử con vua Gia Long (m. 1863)
- 1902 – Lê Hồng Phong, Tổng bí thư của Đảng Cộng sản Đông Dương từ 1935 đến 1936 (m. 1942)
- 1928 – Maki Fumihiko, kiến trúc sư và học giả Nhật Bản, người thiết kế Cung thể dục thể thao trung tâm Tokyo và Makuhari Messe
- 1954 – Carly Fiorina, cựu Giám đốc điều hành tập đoàn máy tính Hewlett-Packard (HP)
- 1957 – Y Moan, ca sĩ, nghệ sĩ nhân dân người Ê Đê (m. 2010)
- 1978 – Sawa Homare, cầu thủ bóng đá Nhật Bản
- 1990 - Suni Hạ Linh, nữ ca sĩ, vũ công người Việt Nam
- 1994 - Gin Tuấn Kiệt, ca sĩ, diễn viên người Việt Nam

## Mất
- 1931 – Trần Phú, Tổng bí thư của Đảng Cộng sản Đông Dương từ 1930 đến 1931 (s. 1904)
- 1942 – Lê Hồng Phong, Tổng bí thư của Đảng Cộng sản Đông Dương từ 1935 đến 1936 (s. 1902)
- 1945 – Phạm Quỳnh, Thượng thư Triều Bảo Đại (s. 1892)
- 1976 – Vũ Hoàng Chương, nhà thơ nổi tiếng của Việt Nam (s. 1916)
- 1998 – Kurosawa Akira, nhà làm phim người Nhật (s. 1910)
- 2018 – Burt Reynolds, diễn viên Mỹ (s. 1936)
- 2022 – Thẩm Thúy Hằng, nữ minh tinh điện ảnh Việt Nam (s. 1939)